# Un Natale stupefacente
Un Natale stupefacente è un film del 2014 diretto da Volfango De Biasi e interpretato da Lillo & Greg, Ambra Angiolini e Paola Minaccioni.

## Trama
Alla vigilia di Natale, il piccolo Matteo di otto anni viene affidato agli zii Remo e Oscar quando i genitori vengono arrestati per coltivazione di marijuana. I due tutori, completamente diversi l'uno dall'altro per attitudini e carattere, si riveleranno però adeguati al compito loro affidato.

## Produzione
La pellicola è stata girata a Roma dal 1º settembre al 17 ottobre 2014.
Il teaser trailer del film è stato distribuito il 9 ottobre 2014. Il 19 novembre è uscito il primo trailer ufficiale.

## Distribuzione
Il film è stato distribuito da Filmauro nelle sale cinematografiche a partire dal 18 dicembre 2014. In data 12 gennaio 2015 la pellicola risulta aver incassato un totale di 5.923.000 euro, in netto calo rispetto ai già calanti incassi dei cinepanettoni precedenti.

## Premi e riconoscimenti
Lillo & Greg hanno ricevuto un premio speciale per la loro partecipazione al film in occasione della 70ª edizione dei Nastri d'argento.